# Barbacoll de bigotis
El barbacoll de bigotis (Malacoptila mystacalis) és una espècie d'ocell de la família dels bucònids (Bucconidae) que habita formacions boscoses de Colòmbia i oest i nord de Veneçuela